# Diecezja Anagni-Alatri
Diecezja Anagni-Alatri (łac. Diœcesis Anagnina-Alatrina) – diecezja Kościoła rzymskokatolickiego we Włoszech, a dokładniej w Lacjum. Należy do metropolii rzymskiej. Stolica biskupia w Anagni została ustanowiona w V wieku. W 1986 diecezja Anagni połączyła się z sąsiednią, erygowaną w VI wieku, diecezją Alatri. Anagni pozostało jednak zarówno miastem katedralnym, jak i siedzibą kurii. W czerwcu 2002 diecezja uzyskała swoje obecne granice, gdy przyłączono do niej część terytorium podlegającego dotąd opactwu terytorialnemu Subiaco.

## Główne świątynie

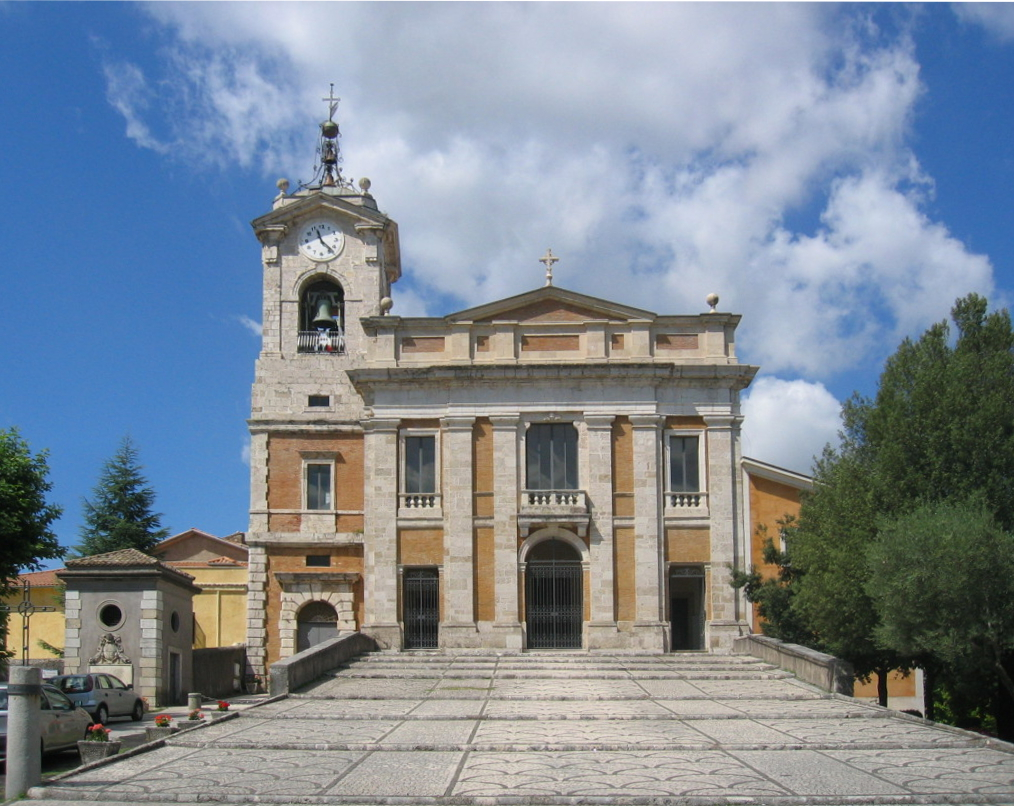
Katedra w Alatri, dawniej katedra diecezjalna, obecnie konkatedra diecezji

- Katedra: Bazylika katedralna Zwiastowania Najświętszej Maryi Panny w Anagni
- Konkatedra: Bazylika konkatedralna świętego Pawła Apostoła w Alatri

## Biskupi Anagni-Alatri
- Umberto Florenzani (1986–1987)[a]
- Luigi Belloli (1987–1999)
- Francesco Lambiasi (1999–2002)
- Lorenzo Loppa (2002–2022)
- Ambrogio Spreafico (2023–2025)